# Контрапункт

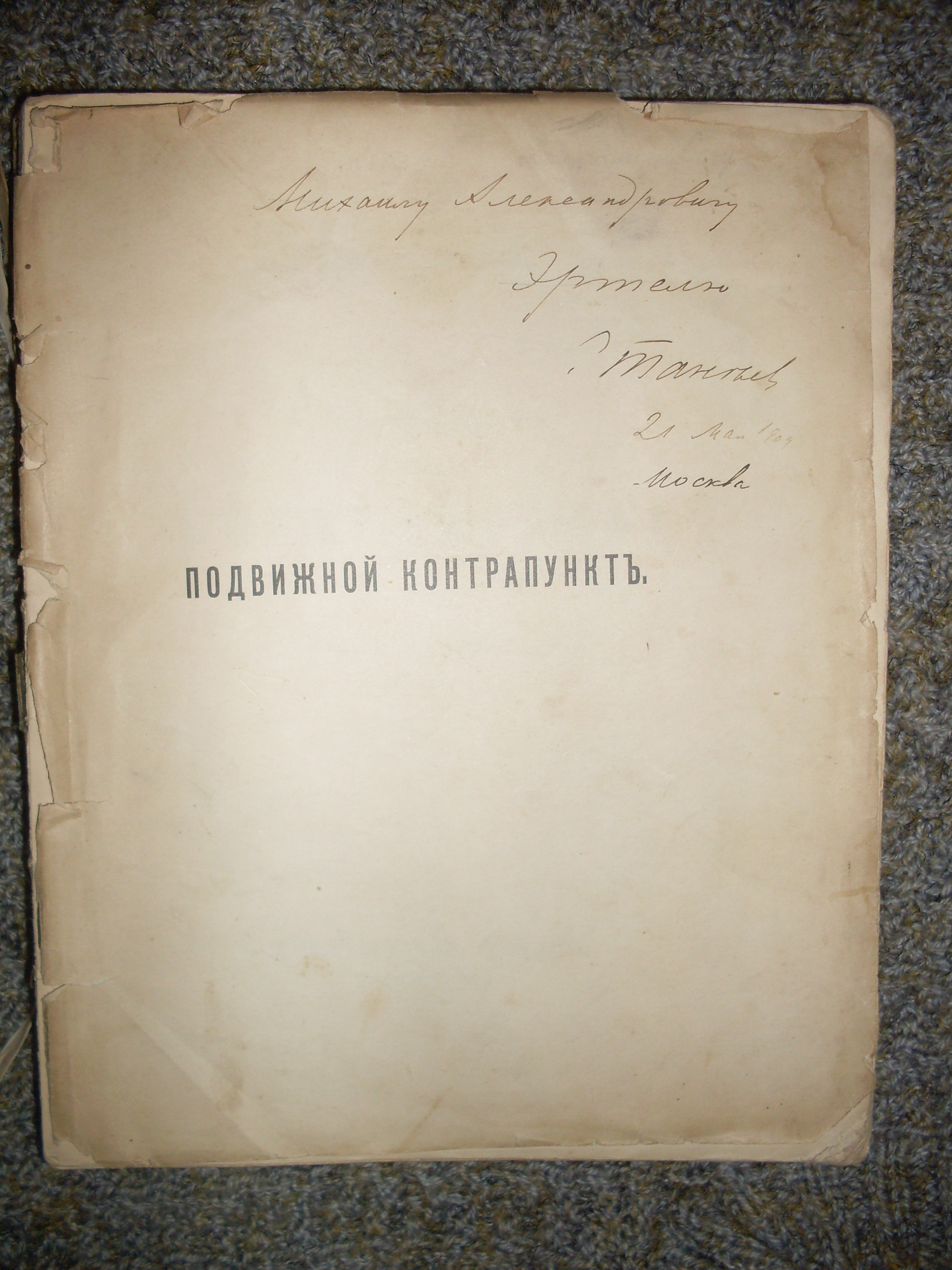
Книга С. И. Танеева «Подвижной контрапункт строгого письма» с дарственной надписью автора

Контрапу́нкт (лат. punctum contra punctum, punctus contra punctum — нота против ноты, дословно — «точка против точки») — изначально в музыке: одновременное сочетание двух или более самостоятельных мелодических голосов. Музыкальным термином «контрапункт» (метонимически) ныне пользуются также литературоведы, искусствоведы и журналисты для определения двух или более одновременно происходящих событий.

## Музыка

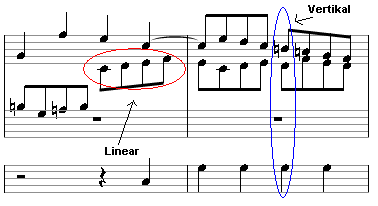

Контрапункт — одновременное сочетание двух или более самостоятельных мелодических голосов. Контрапунктом также называли музыкально-теоретическую дисциплину, занимающуюся изучением контрапунктических композиций, теперь полифония.
Контрапункт создавался как педагогический инструмент, с помощью которого студенты могли сочинять музыкальные композиции с постепенным увеличением сложности. Частью этих композиций был неизменяемый cantus firmus (дословно — ««твёрдый» напев»). Идея появилась не позднее 1532 года, когда Джиованни Мария Ланфранко описал подобную концепцию в своем труде «Scintille di musica» (Brescia, 1533 год). В XVI веке венецианский теоретик Джозеффо Царлино разрабатывал идеи контрапункта в сочинении «Le istitutioni harmoniche», и первое подробное описание контрапункта появилось в 1619 году в труде Людовика Цаккони «Prattica di musica». Цаккони дополнил контрапункт несколькими техниками, например, «обращением контрапункта».
В 1725 году австрийский композитор Иоганн Йозеф Фукс опубликовал теоретический труд «Gradus ad Parnassum» («Ступени к Парнасу»), где он описал пять видов контрапункта:
- нота против ноты;
- две ноты против одной;
- четыре ноты против одной;
- ноты имеют смещение относительно друг друга (синкопирование);
- смешение предыдущих четырёх подходов.

Контрапунктический стиль в музыке наиболее ярко представлен в хоровых сочинениях Палестрины (ок. 1525—1594) и в инструментальных и хоровых произведениях И. С. Баха (1685—1750).

## В экранных искусствах
В кино и телевидении контрапункт — осмысленное противопоставление или сопоставление звука и изображения. Противоположно синхрону — разновидности видеоматериала, где изображение и звук соответствуют одной пространственно-временной ситуации (чаще всего эпизод интервью — зритель видит человека и слышит шумы и речь, синхронизированные с изображением, записанные там же и тогда же, когда происходит разговор). Контрапункт могут создавать изображение и шум, изображение и музыка. Особенно ярким является контрапункт, в котором один смысловой пласт (изображение) контрастирует с другим (звук). Примером может служить видеоизображение военного парада, сопровождаемое комичным цирковым маршем.

## В литературе
В литературе контрапункт — противопоставление нескольких сюжетных линий.
«Контрапункт» — роман 1928 года английского писателя Олдоса Хаксли. Это крупнейшее произведение писателя. Здесь описываются несколько месяцев из жизни интеллектуальной лондонской элиты. Тут нет главных действующих лиц или основной сюжетной линии. Как и музыкальный контрапункт, предполагающий сочетание двух и более мелодичных голосов, роман Хаксли — это переплетение разных судеб, рассказ о личной жизни множества людей, так или иначе попадающих в поле зрения писателя. Они встречаются в кафе и ресторанах, ходят на великосветские приёмы, ссорятся, сплетничают, злословят. Во всём этом нет никакой цели — одна бессмысленная многословица. Так Хаксли смотрит на своих современников, а нынешний читатель наверняка услышит в этом хоре много знакомых голосов.